# CANALI
CANALI (까날리)는 1934년에 설립된 이탈리아의 럭셔리 남성 라이프 스타일 브랜드로, 약 90년 가까이 이탈리아의 럭셔리와 우아함의 패러다임을 제시해왔다.
1934년부터 장인의 노하우를 바탕으로 문화와 역사, 스타일 등의 다양한 요소들을 완벽하게 조화시켜 뛰어난 착용감과 편안함을 선사하는 Made in Italy의 우수성을 널리 알리고 있다.
CANALI의 테일러링은 혁신을 통해 미적 완벽함을 추구함은 물론, 디테일에 대한 세심함과 최고급 소재의 사용을 통해 진정한 명품을 탄생시키고 있다. 우아한 이탈리아 스타일의 포멀웨어, 레저웨어, 액세서리 등의 컬렉션으로 남성의 wardrobe을 완성시켰다.
3대째 가족 경영을 이어오고 있는 CANALI는 이탈리아 내에 위치한 5개의 자체 공장에서 생산하고 있다. 190개의 부티크를 보유하고 있으며, 전 세계 100개국 이상에서 1,000개 이상의 리테일 매장에서 CANALI를 만나볼 수 있다.
국내에서는 (주)신원이 2024년 상반기부터 까날리 정식 매장을 열고 순차적으로 유통망을 확대할 계획이다.

## 브랜드 역사

### 1930년대
- 1934년 : 이탈리아 트리우지오 지역에서 남성 테일러링 공방으로 설립하였다.

### 1980년대
- 1980년 : 3세대 경영이 시작되었으며, CANALI의 첫번째 캠페인을 공개했다.

### 1990년대
- 1999년 : 밀라노 첫번째 플래그십 스토어를 오픈했으며, 그 해 피티 워모에서 최고의 브랜드로 선정되었다.

### 2010년대
- 2013년 : 전통을 계승하고 윤리적 가치를 실현하기 위하여 재단 FCO (Foundation Canali Onlus)를 설립했다.

### 2020년대
- 2022년 : 현대적 감성과 절제된 디자인을 선보이며 이탈리아 럭셔리 남성 라이프 스타일 브랜드로의 리브랜딩을 성공적으로 전개했다.

## 브랜드 가치
- FAMILY & HERITAGE
- FIT & COMFORT
- CARE (product and people)
- ELEGANCE
- 100% Made in Italy